# Rue des Chantres
Rue des Chantres je ulice v Paříži na ostrově Cité ve 4. obvodu. Jméno ulice je odvozeno od slova chantre, které označovalo člena liturgického chóru při katedrále Notre-Dame, kteří v ulici kdysi bydleli.

## Poloha
Ulice o délce 50 metrů začíná na křižovatce Quai aux Fleurs a Rue des Ursins  a končí na křižovatce s Rue Chanoinesse.

## Historie
Ulice je pod tímto jménem poprvé zmiňována v roce 1540. V ulici bydlel kanovník Fulbert, strýc Heloisy.